# Alexios I Komnenos
Alexios I Komnenos (Grieks: Αλέξιος Κομνηνός; Latijn: Alexius Comnenus; Nederlands, verouderd: Alexis Comneen) (Constantinopel, 1056 – 15 augustus 1118) was Byzantijns keizer van 1081 tot aan zijn dood in 1118.
Alexios, een uitstekend politicus en diplomaat, werd keizer van een bankroet en wanhopig land.

## Aanloop
Na de catastrofe van Manzikert (1071) en het verlies van Nicea in 1077-78, gingen de families Doukas en Komnenen ruziën over de macht, in plaats van zich te bekommeren over de situatie van het Byzantijnse Rijk. Een compromis was het huwelijk tussen Alexios I en Irene Doukas in 1081.

## Balkan
Dit gebeuren wekte groot ongenoegen bij Robert Guiscard, de Normandische heerser van Zuid-Italië, wiens dochter verloofd was met de zoon van Michaël VII Doukas en hij viel Byzantium aan (Slag bij Dyrrhachium). Alexios had, behoudens wat huurlingen (meest Angelsaksen), nauwelijks een leger en ook geen geld om het te betalen. Met de vloot was het nog slechter gesteld. Om de Noormannen het hoofd te bieden, deed Alexios een beroep op Venetië en dat werkte probaat, maar de prijs was bijzonder hoog. Voortaan was de handel steeds meer in Venetiaanse handen en in feite werd het rijk langzamerhand gekoloniseerd. Byzantium zou die plaag nooit meer afschudden. Robert Guiscard stierf in 1085.
Nauwelijks was het Noormannenprobleem bezworen of de Turkse Petsjenegen begonnen een oorlog. Zij belegerden de hoofdstad en de emir van Smyrna stuurde zijn vloot om hen te helpen. De winter van 1090-1091 was een zware tijd voor de stad. Alexios deed een beroep op de Koemanen, een Turks sprekend volk dat de Petsjenegen gevolgd was op de steppen van Oekraïne. De Petsjenegen werden volledig vernietigd in de Slag bij Levounion (1091).

## Anatolië
In 1084 verloor hij Antiochië aan de Seltsjoeken. Toen Malik Sjah I in 1092 stierf, werd zijn rijk in drie verdeeld. In Anatolië ontstond er een nieuw rijk, het Sultanaat van Rûm, onder de leiding van Kilij Arslan I, met als hoofdstad Nicea, bakermat van het christendom (zie Eerste Concilie van Nicea).

## Eerste Kruistocht
Dit gegeven kwam aan bod in Piacenza, toen vertegenwoordigers van Byzantium de situatie kwamen bepleiten bij paus Urbanus II, onderweg naar de Synode van Clermont (1095). Dit concilie gaf groen licht voor de Eerste Kruistocht.
Het gevolg was dat een zeer ongeregelde, plunderende menigte zich, in naam van God (Deus lo Vult!), een weg baande door het Byzantijnse rijk. Alexios zette hen zo gauw mogelijk de Bosporus over. Daarna kwam een deel van de hoge adel van het westen. Hoewel dit niet bijster Byzantijns was, stond Alexios erop dat zij aan hem een eed van trouw als leenman moesten afleggen. Tenslotte wilden zij zich op gebied vestigen dat Byzantium als zijn eigen territorium beschouwde, al was het 'tijdelijk' in handen van moslims. De edelen waren hier niet blij mee maar gaven uiteindelijk morrend toe en hielpen inderdaad Alexios  
zuidelijk Anatolië en Nicea (Beleg van Nicea) te heroveren. Wat volgde is de Slag bij Dorylaeum, het Beleg van Antiochië, het Beleg van Jeruzalem en de Slag bij Ascalon. Zij stichtten Kruisvaardersstaten, die vazalstaten werden van het Byzantijnse rijk. Alexios gebruikte dit succes om zijn gezag over de westkust van Klein-Azië te herstellen. 
De kruisvaart van 1101 was  duidelijk minder succesvol. Hoewel zij wel de stad Ancyra aan Alexios wisten terug te geven, gingen de Petsjenegen, die hij met de kruisvaarders had meegestuurd, roemloos ten onder. Hun tegenspeler Kilij Arslan I had lering getrokken uit de eerste kruisvaart en had een aantal bondgenootschappen met rivaliserende moslimvorsten weten tot stand te brengen.
Een van de vorsten van de Eerste Kruistocht, Bohemund, de zoon van de Noorman Guiscard, had op 3 juni 1098 Antiochië veroverd. Hij kwam al snel in conflict met Alexios. Hij keerde terug naar Italië om Byzantium in de tang te nemen maar verloor de Slag bij Dyrrhachium (Durrës) en moest in 1108 noodgedwongen erkennen dat Antiochië een Byzantijns leen was. Zijn neef Tancred, die rechtstreeks naar de Levant was gezeild en nooit een eed aan de keizer had afgelegd, wilde dit echter niet erkennen en na 1111 heerste hij in Antochië. Hiermee was de kiem voor de latere oorlogen tegen de kruisvaarders en het westen gelegd.

## Resultaat
Voorlopig echter werd Byzantium steeds sterker. Veel vruchtbare en rijke kuststreken werden heroverd. Er was zelfs weer een vloot, hoewel het feodale element wel steeds sterker werd in de staat. De kern van Anatolië bleef in handen van de Sultan van Rum. Bij Alexios' dood ging de troon naar zijn zoon Johannes, hoewel zijn vrouw en dochter Anna probeerden hun gunsteling, Anna's echtgenoot Bryennius, op de troon te zetten.

## Voetnoten
1. ↑  Cf. J.J. Norwich, Byzantium: The Decline and Fall, Londen 1995, p. 19.